# Origini (album)
Origini, pubblicato nel 2014, è una raccolta che comprende 20 tracce dei primi due album dei Sine Frontera. Contenute in un solo CD tutte le canzoni sono state re-mixate e ri-masterizzate.

## Tracce
1. L'aristocratica – 3:46
2. La guerra è finita – 4:08
3. Sine Frontera – 2:52
4. Baraca e buratin – 4:33
5. La piena dal '51 – 3:37
6. Posizione orizzontale – 4:48
7. Santa Fe – 4:29
8. El camino – 1:38
9. Bomba chiama bomba – 3:25
10. E' cambiato il vento – 4:30
11. Su la testa – 2:00
12. Onorevoleshow – 4:38
13. Tira a campà – 4:01
14. Cammina cammina – 4:30
15. Bandabidun – 3:53
16. Kebab – 4:29
17. Wladimir Mahoney – 2:50
18. Paglia carta – 1:04
19. Nunca Maìs – 4:49
20. Misirlou – 1:39

## Musicisti
- Antonio Resta – voce, chitarra acustica
- Paolo Sterzi – violino
- Marco Ferrari – fisarmonica
- Fabio Ferrari – basso elettrico
- Riccardo Mabus Moretti - batteria
- Simone Dalmaschio – percussioni
- Simone Rebucci – chitarra elettrica e acustica